# Chrysolina reitteri
Chrysolina reitteri är en skalbaggsart som först beskrevs av Julius Weise 1884.  Chrysolina reitteri ingår i släktet Chrysolina, och familjen bladbaggar. Arten har ej påträffats i Sverige.